# Донской, Феодосий Семёнович
Феодосий Семёнович Донской (1919—2013) — советский учёный, журналист и государственный деятель, кандидат экономических наук (1978), действительный член Академии Северного форума (1997).

## Биография
Родился 20 сентября 1919 года в селе Нюрбачан II-го Мальжегарского наслега (по другим данным — в родовом урочище Булгунняхтах Мальжагарского наслега) Нюрбинского улуса в крестьянской семье.
В три года остался сиротой, жил в школе-интернате, где окончил 7 классов и поступил в Якутский техникум пушно-мехового хозяйства. Затем окончил сельскохозяйственный рабфак и работал старшим пионервожатым в Олекминской и Нагорнинской средних школах. В 1936 году — архивариус партархива Якутского областного комитета ВКП(б). В 1939 году Феодосий поступил на Московский рабфак легкой промышленности, но очень скоро его призвали в Красную армию. Великую Отечественную войну встретил в качестве связиста 15-й авиационной дивизии, базирующейся во Львове и охранявшей западную границу СССР. Войну окончил 9 мая 1945 года в звании капитана, начальника телефонной связи 2-й воздушной армии.
Демобилизовавшись, вернулся на родину. В 1946—1949 годах работал собкором газеты «Социалистическая Якутия». В 1949—1951 годах был слушателем Иркутской двухгодичной партшколы. После обучения, в 1951 году работал заведующим отделом писем редакции газеты «Социалистическая Якутия». В 1952—1954 годах — ответственный редактор газеты «Эдэр коммунист». В 1954—1961 годах Феодосий Донской работал главным редактором политвещания Комитета по радиовещанию и телевидению при Совете министров Якутской АССР, в 1961—1964 годах председатель Комитета по радиовещанию и телевидению при СМ ЯАССР.
В 1964—1965 годах Ф. С. Донской заведовал отделом пропаганды и агитации объединённой редакции газет «Кыым» и «Социалистическая Якутия». В 1965—1967 годах являлся референтом правления Республиканской организации общества «Знание».
В 1967 году он перешёл на научную работу и по 1981 год был младшим, затем старшим научным сотрудником Отдела экономики Якутского филиала Сибирского отделения Академии наук СССР (ЯФ СО АН СССР). В 1978 году защитил кандидатскую диссертацию на тему «Социально-экономические проблемы переустройства условий труда и быта оленеводов и охотников Крайнего Севера». В 1981—1988 годах работал в Москве — младшим затем старшим научным сотрудник Института социологических исследований АН СССР. Затем вернулся в Якутию и в 1988—1993 годах был ведущим научный сотрудником Института экономики комплексного освоения природных ресурсов Севера ЯФ СО АН СССР. С 1993 по 2006 год — ведущий научный сотрудник Института гуманитарных проблем и малочисленных народов Севера Сибирского отделения Российской академии наук.
Научной работой Ф. С. Донской занимался до конца жизни, в мае 2013 года он выступал в Якутске на семинаре «Практика взаимодействия органов власти, промышленных компаний и коренных малочисленных народов Севера, Сибири и Дальнего Востока в условиях реализации проектов промышленного развития».
Умер 29 декабря 2013 года.

## Интересный факт
Феодосий Семёнович Донской был участником штурма Берлина, после взятия которого он написал на стене Рейхстага:

Были и мы: из Якутии Донской Ф. С., из Чувашии Коннов Ф. Ф.

## Заслуги
- Орден Дружбы (1997)[7].
- Был награждён орденами Отечественной войны 2-й степени и Дружбы народов, а также медалями, в числе которых две медали «За боевые заслуги».
- Имел почетные звания «Заслуженный работник народного хозяйства Якутской АССР» (1989), «Заслуженный ветеран Сибирского отделения РАН».
- Почетный гражданин Республики Саха (Якутия).
- Почетный гражданин Нюрбинского и Эвено-Бытантайского улусов.